# ガンダーラ (曲)
「ガンダーラ」(Gandhara) は、主に1970年代から1980年代に活躍した音楽グループ、ゴダイゴの代表曲である。

## 解説
作詞は奈良橋陽子（英語詞）と山上路夫（日本語詞）、作曲はタケカワユキヒデによる。日本テレビ系ドラマ『西遊記』のエンディング・テーマとして使用された。オープニング・テーマは同じゴダイゴの「Monkey Magic」。また現在でも、『西遊記』で孫悟空を演じた堺正章が司会（校長）を務める『世界一受けたい授業』を始めバラエティ番組で使われることがある。
1978年10月1日に日本コロムビアからシングル盤が発売され、彼らの作品としては最多となる160万枚（オリコンでは85万枚）以上を売り上げた。1979年の年間第6位。
ミュージック・ラボの集計では最高1位（1979年2月13日付）を記録した。同チャートでは同じ週に「Monkey Magic」も2位（すなわちゴダイゴがシングルチャートの1位・2位を独占）、アルバム『西遊記』も1位を記録している。
それまでは全詞英語の曲ばかり歌っていたゴダイゴにとって「ガンダーラ」は初の日本語詞曲のシングルであった。デビュー以来ヒット曲に恵まれなかったゴダイゴは、このシングルが売れなかったら解散しようという話まで進んでいた。今度こそヒットさせたいという意気込むメンバーは、どんな注文でも受けることにして、「日本語の歌詞で」とのリクエストを受け入れたという。
しかし作曲者のタケカワはそれまで日本語の歌詞に曲をつけたことが無かったので、まず奈良橋に「ガンダーラ美術のイメージで」英語の歌詞を依頼し、それに曲をつけた。そしてその旋律にあわせて山上が改めて日本語の歌詞を作った。そのため、最初から日本語と英語のバージョンが存在する。
タケカワが作詞の奈良橋と話し合って互いに「エキゾチックな歌がほしい」、「ガンダーラ美術みたいなもの…」と話していたら、「ガンダーラ」がそのままタイトルになった。また奈良橋は「長年カナダにいたのでエキゾチックなイメージはガンダーラ美術くらいしかわからない」とのことで、元々この曲の詞は母校の国際基督教大学で学んでいた考古学の授業で中国文化の影響を受けたのが元で、理想郷としてずっと頭に残っていたものだった。
曲も、最初に作ったものは、メジャーで始まりサビでマイナーに転じる構成だったという。しかしサビの部分が気に入ったプロデューサーの提言で、全曲マイナーで構成することになったという。初めのほうはすぐに作り直せたが、中盤がうまく繋がらず、普段は頭の中だけで作曲するタケカワもピアノを使って旋律を作った。
ガンダーラは古代インド地域にあった王国で、この曲の中では「インドにあった理想郷」を意味する。彼らのバンド名の由来にもあるような、東洋の神秘的な世界への憧れがこの作品にこめられているという。このイメージから、テレビ番組等でインド、シルクロード等の風景のシーンに用いられることがある。ただし、現在の領域でいうなら、ガンダーラはインドでは無く、アフガニスタン東部からパキスタン北西部に当たる。
西遊記でガンダーラについて歌うということで、その整合性を突っ込まれたらどうしようかと思っていたが後から三蔵法師がガンダーラへ行ったことがあると知ってタケカワは胸をなでおろした。
『朝日新聞』が、1979年2月3日付朝刊「ことば」欄で「読者からの意味問い合わせが殺到したのに答えた」として『ガンダーラ』を紹介した。このこともゴダイゴの知名度を上げるのに貢献した。
ジャケットではミッキー吉野が猪八戒、タケカワが沙悟浄、浅野孝已が三蔵法師、トミー・スナイダーが孫悟空、スティーブ・フォックスが妖怪に扮している。
当時ゴダイゴのメンバーだったスティーヴ・フォックスは、最初、「ガンダーラ」という曲題を聞いて「ゴンドラ」だと思ったという。
やや遅れて発売されたアルバム『西遊記』には英語ヴァージョンが収録されている。

## 収録曲

### 日本盤
1. ガンダーラ (GANDHARA)
2. セレブレーション (CELEBRATION)

### イギリス盤
1980年にゴダイゴがサトリル・レーベルよりイギリスで発売したシングル。日本で発売されたシングルとは異なる。
規格番号はRESL-66。全英シングルチャート（OCC）で最高56位を記録した。
1. ガンダーラ (GANDHARA)
  - 1番が日本語で2番が英語という変則的な内容である。
2. ザ・バース・オブ・ジ・オデッセイ〜モンキー・マジック (THE BIRTH OF THE ODYSSEY 〜MONKEY MAGIC)
  - TVドラマ『西遊記』の天地創造から孫悟空誕生までに使用された曲のあとに「モンキー・マジック」に入る。日本盤でこの曲が聞けるのは、アルバム『MAGIC MONKEY（西遊記）』（と同曲を収録したゴダイゴのベスト版）のみである。

## 英語版
ゴダイゴは、最初に英語の歌詞を作り、それに曲を付け、そして日本語の歌詞を作るというやり方を行っていたため、ゴダイゴの曲には日本語版と英語版が存在する（例外あり）。これら2つのバージョンは同じシングルに収録（A面に日本語版、B面に英語版）されることが多かったが、「ガンダーラ」の英語版「GANDHARA」は、このシングルには収録されなかった。ここでは、英語版が収録された音源を記す。
- LP『西遊記 (MAGIC MONKEY)』　1978年10月1日発売
- カセット『ゴダイゴ・ヒット・スペシャル』　1980年12月1日発売
- CD『W DELUXE』　1987年5月21日発売
- カセット『ゴダイゴ・ザ・ベスト 全曲英語詩』　1987年5月21日発売
- CD BOX『15TH ANNIVERSARY GODIEGO BOX』　1991年4月1日発売
- CD『GODIEGO GREAT BEST VOL.2 〜English Version〜』　1994年5月21日発売
- CD『GOLD GODIEGO NOW & THEN』  1999年12月18日発売

## 日本語版と英語版の違い
この曲の日本語版と英語版は歌詞の違いはもちろん、2番のサビ以降からの演奏も異なる。日本語版は2番のサビは1回だけだが、英語版は2回繰り返す。間奏(フルート低音メロディー2重奏部)も日本語版と英語版で異なる（日本語版の間奏はサビ1回分、英語版はフレーズ(例として8部音符が4部音符等)とコード進行の長さが倍になり、ラストサビはどちらも3回繰り返すが、日本語版は3回目のサビの部分でフェード・アウトし、英語版はイントロの部分の繰り返しでフェード・アウトする。
海外で発売された1番が日本語、2番が英語のバージョンは、間奏とフェードアウトのタイミングが日本語版に準じる。
2021年には、45周年企画として日本語版を上記の英語版と同じ長さにリミックスした「シン・ミックス」が発表された。

## カバー
他アーティストによるカバー（関連者によるセルフカバー含む）を記載する。なお、特記事項のない限り、「ガンダーラ(GANDHARA)」のみをカバーしたことを記載する。
- 1979年（昭和54年）
  - SPLINTERによって、日本テレビ音楽設立10周年記念非売品LP『NTVM AFTER 10 YEARS』の収録曲としてカバー（のちに10月1日発売の『OUR FAVORITE SONGS』に収録）
  - 『Sing Sing Sing DIATONE カラオケ・レコード』の収録曲としてカバーされた。
  - クリスタル・サウンズによって、『最新歌謡ベスト18』の収録曲としてカバーされた。
  - 7月1日、パレス・グランド・オーケストラによって、『カラオケ・ホーム・リクエスト』の収録曲としてカバーされた。
  - 8月25日、芸能山城組によって、『少年達への地球賛歌』の収録曲としてカバーされた。
  - 12月、クリスタル・サウンズによって、『カラオケ・ヤング・パーティ』の収録曲としてカバーされた。『最新歌謡ベスト18』とは、別アレンジである。
- 1989年（平成元年）
  - 10月25日、信田かずおによって、『サウンドリリーフ 名作ドラマテーマ集』の収録曲としてカバーされた。
- 1991年（平成3年）
  - 7月26日、THE FUSEによって、『INSPIRATION』の収録曲としてカバーされた。
- 1993年（平成5年）
  - ロンドン交響楽団によって、『メロディ LA MELODIE』の収録曲としてカバーされた。
- 1994年（平成6年）
  - 10月21日、芸能山城組によって、『少年達への地球賛歌』の収録曲としてカバーされた。
  - 11月9日、タケカワユキヒデにより、「ガンダーラ'95」として、『ガンダーラ伝説』の収録曲として日本語版がセルフカバーされた。また表題曲の「ガンダーラ伝説」も、「ガンダーラ」を初めとしたゴダイゴとタケカワソロのヒット曲メドレーである（日本語版と英語版あり）。
  - 12月1日、ヒッパレオールスターズによって、『ヒッパレ1978』メドレー中の1曲としてカバーされた。
  - 12月21日、ミッキー吉野 with The Spirits of GODIEGOによって、『IN THE BOOK OF HEAVEN』 の収録曲としてカバーされた。
- 1995年（平成7年）
  - 7月21日、TRISTON PALMAによって、『JAJAJAH ALL STARS SINGS JAPANESE SONGSVOL.4』の収録曲としてカバーされた。
- 1996年（平成8年）
  - SNUFFによって、『GANDHARA AND FRIENDS』の収録曲としてカバーされた。
- 1997年（平成9年）
  - 7月18日、DRAMETALによって、シングル『DRAMETAL』メドレー中の1曲としてカバーされた。
  - 8月1日、DRAMETALによって、アルバム『DRAMETAL』メドレー中の1曲としてカバーされた。シングルとは別ヴァージョン。
- 2000年（平成12年）
  - 3月1日、谷村新司によって、『HISTORY AT AOYAMA THEATER』の収録曲としてカバーされた。ただし、コーラス隊のみの歌唱で、谷村は歌っていない。
  - 4月6日、COO;NYAによって、『ガンダーラ』の収録曲としてカバーされた。
- 2002年（平成14年）
  - 10月9日、ホフディランによって、『あろは ALOHA ALL CAST PRESENTS 12 SMILE & PRAY』の収録曲としてカバーされた。
- 2003年（平成15年）
  - 3月26日、MEGALOMANIAXによって、『1.2.3. GO!』の収録曲としてカバーされた。
- 2004年（平成16年）
  - 2月18日、CHABAによって、『白い踊子/ガンダーラ』の収録曲としてカバーされた。
  - 埼玉県警察音楽隊によって、『彩の国まごころ国体 式典音楽使用曲集』メドレー中の1曲としてカバーされた。
- 2005年（平成17年）
  - 1月26日、竜小太郎によって、『コレクション1』の収録曲としてカバーされた。
  - 4月1日、ヤン・チェンによって、『ファースト・アルバム』の収録曲としてカバーされた。
  - 10月21日、ANIMETALによって、『ANIMETAL MARATHON VII 戦えメタル・ヒーロー』メドレー中の1曲としてカバーされた。
  - 12月21日、2005 Junk Factory BJ'sによって、『It's All Right.』の収録曲としてカバーされた。
  - 12月21日、タケカワユキヒデ&T's COMPANY（タケカワの三女(基)と四女(愛)によるユニット）により、ゲーム『TANTRA』のイメージソングとして、「ガンダーラ〜TANTRA ver.〜(英語版)」という曲名で英語版がカバー（タケカワにとってはセルフカバー）された。編曲はタケカワユキヒデ。後に2007年7月18日に発売されたタケカワのビートルズ・カバーアルバム『CHRONICLE 1&2+2』のボーナス・トラックとして収録された。
- 2006年（平成18年）
  - 1月18日、タケカワユキヒデ&T's COMPANYにより、ゲーム『TANTRA』のイメージソングとして、「ガンダーラ〜TANTRA ver.〜(日本語版)」として日本語版がカバー（タケカワにとってはセルフカバー）された。編曲はタケカワユキヒデ。後に2007年7月18日に発売されたタケカワのビートルズ・カバーアルバム『CHRONICLE 1&2+2』のボーナス・トラックとして収録された。
  - 1月18日、T's COMPANYにより、ゲーム『TANTRA』のイメージソングとして、「ガンダーラ〜T's COMPANY ver.〜(日本語版)」という曲名で日本語版がカバーされた。編曲はタケカワユキヒデ。
  - 3月15日、T's COMPANYにより、ゲーム『TANTRA』のイメージソングとして、「ガンダーラ〜T's COMPANY ver.〜(英語版)」という曲名で英語版がカバーされた。編曲はタケカワユキヒデ。
  - 7月5日、栗コーダカルテットによって、『ウクレレ栗コーダーカルテット』の収録曲としてカバーされた。
- 2007年（平成19年）
  - 6月27日、MONKEY MAJIKによって、『MONKEY　MAJIK×MONKEY　MAGIC』の収録曲としてカバーされた。歌詞は1番が日本語で2番が英語である。
  - 7月16日、カルロスODAによって、『GODIEGO PROJECT』の1曲としてカバーされた。HPで配信されている。
- 2008年（平成20年）
  - 11月28日、田中紫織、田中宏史、コロ助によって、『SONG OF ROMI』の収録曲としてカバーされた。
- 2009年（平成21年）
  - 3月6日、漫画及びテレビアニメ『ハヤテのごとく!』の登場人物である鷺ノ宮伊澄（CV: 松来未祐）により、『「ハヤテのごとく!」キャラクターカバーCD 〜選曲:畑健二郎〜』の収録曲として日本語版がカバーされた。
  - 4月3日、八田ケンヂ（KENZI）によって、『パンク歌手と呼ばれて』の収録曲としてカバー。
- 2015年（平成27年）
  - 12月9日、吉井和哉によって、『ヨジー・カズボーン 〜裏切リノ街〜』の収録曲としてカバー。
- 2019年（令和元年）
  - 10月11日、劇場アニメ『空の青さを知る人よ』の劇中歌として日本語版のカバーが使用された。番場（CV：上村祐翔）が歌う「Gandhara - When They Were Young」、相生あおい（CV：若山詩音）が歌う「Gandhara - Aoi」、インストゥルメンタルの「Gandhara - On the Bridge」「Gandhara - Shinnosuke」が、同作サウンドトラックに収録された。
- 2022年（令和4年）
  - 4月1日、創味食品 『創味ハコネーゼ 濃厚ボロネーゼ』「ガンダーラ」篇テレビCMにてカバーが使用された。出演は明石家さんま。なお、歌詞は商品名の「ハコネーゼ ボロネーゼ」に書き換えられている[10]。

## エピソード
- 2007年の24時間テレビでは西遊記出演者であった夏目雅子を特集することもあり、ゴダイゴ本人により歌われた。
- 2009年3月24日に行われたライヴ『2009 TOKYO 新創世記 第三章』では、1番のみラテン語による「ガンダーラ」が披露された。また2番は日本語であった。
- 「ガンダーラ」のタイトルと山形県酒田市名物の寒だらの語感が似ていることから、2021年1月17日にタケカワユキヒデが酒田市の中町中和会商店街と中通り商店街から「酒田寒だら大使」の委嘱を受けた[11]。